# 新見市
新見市（にいみし）は、岡山県の北西端部に位置する市。2005年（平成17年）に旧・新見市、大佐町、神郷町、哲多町、哲西町（以上で阿新圏域と呼称）が合併して誕生した。
北部は中国山地、南部は吉備高原のそれぞれ一部を成す。北は鳥取県に、西は広島県に接し、3つの県が三国山で接している。

## 地理

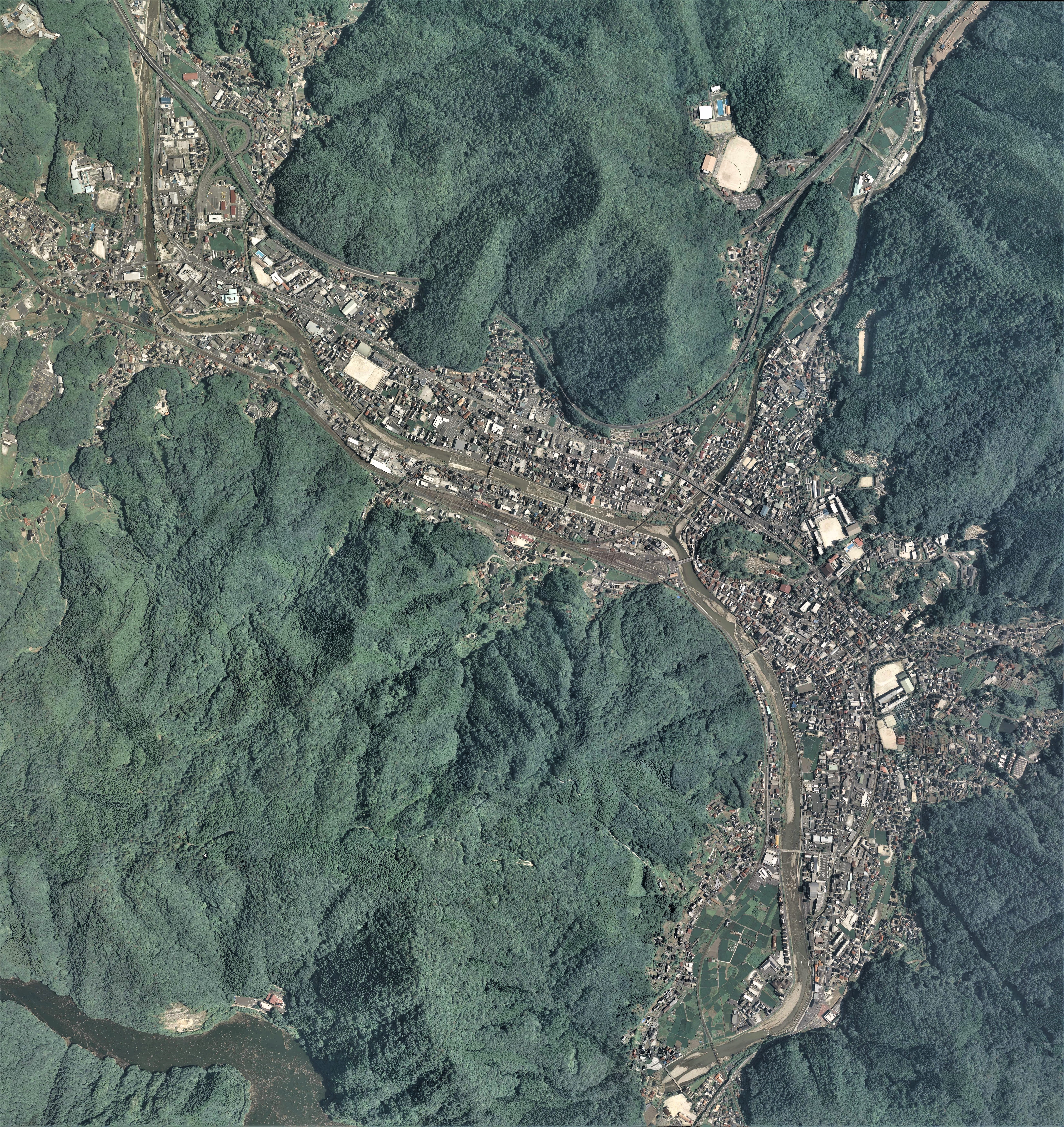
新見市中心部周辺の空中写真。
2018年7月16日撮影の12枚を合成作成。。

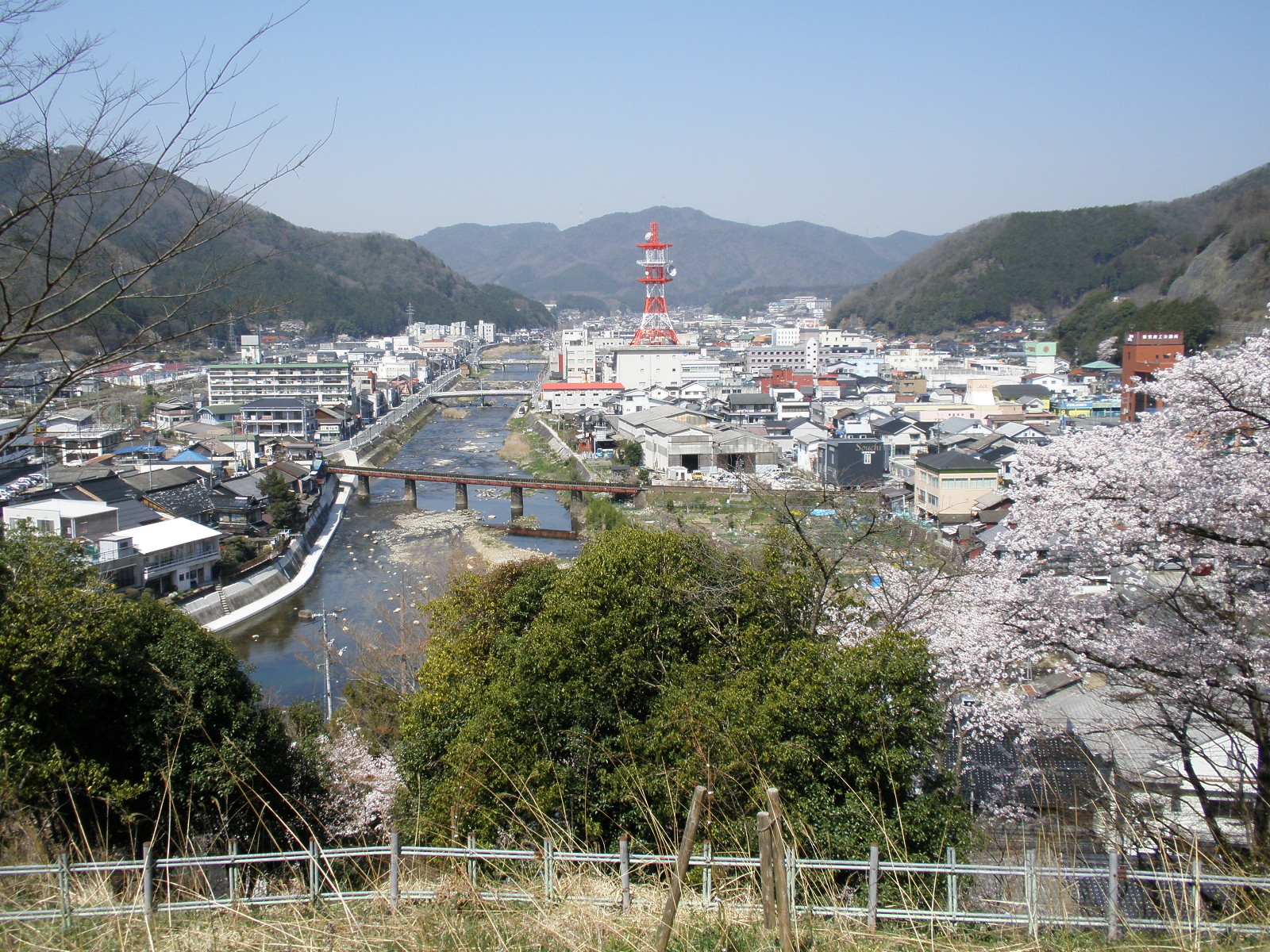
城山公園から見た新見市街。

新見市は面積の85パーセント以上を山地が占める。例えば、花見山（1,188メートル）、雄山と雌山（1,153メートルと1067メートル）、剣森山（1,034メートル）、大佐山（988メートル）、天銀山（981メートル）などのように、1,000メートル前後の山々が複数存在する。
新見市の中心地は、新見盆地の中央の狭い平地に位置する。なお、市内全域が山間部で、新見市役所の周辺でも、黒髪山（648メートル）や水晶山（582メートル）などが見られる。
市域の北側の中国山地を分水嶺にした高梁川の上流域に位置し、高梁川の支流の小坂部川や西川や熊谷川などが、市内における主要な河川である。これらの河川の中には、アユやアマゴなどの渓流魚が棲息する場所もある。また、井倉峡、阿哲峡、御洞渓谷など、河川による侵食で形成されたV字谷が多数見られる。加えて、険しい地形であるため、所々に瀑布も存在する。
ただし、高梁川の上流部には千屋ダム、小坂部川には小坂部ダム、西川には河本ダムなどといった具合に、市内には複数のダムとダム湖も見られるように、河川には開発の手が及んでいる。さらには三室ダムのように、21世紀に入ってから建設されたダムまで存在する。なお、市域内には河川に沿うような道路も建設されてきた他に、市域内の伯備線や芸備線や姫新線も大部分の区間で河川に沿うような経路で建設された。

### 地質
市内の大半がカルスト台地上に位置し、いわゆるカルスト地形が見られ、市の北部と南部の山地には、複数の鍾乳洞が見られる。この地質を活かして、石灰岩の採掘も行われてきた。
また、岡山県北部の中国山地は温泉が湧出してきた場所として知られている。新見市北端部の新見千屋温泉、西部の神郷温泉、東部の熊谷温泉と、市内に温泉が点在している。なお、熊谷温泉は「新見市高齢者センター」の温浴施設として利用されている。さらに、南東端部には草間の間歇冷泉と呼ばれる、低温の間欠泉も存在する。

### 気候
冬期は気温が低く降雪が見られ、積雪も発生する。旧新見市、旧神郷町、旧大佐町は、岡山県内における豪雪地帯として知られる。この関係で、市域内には、千屋スキー場をはじめとして、複数のスキー場が作られてきた。
| 新見（1991年 - 2020年）の気候      | 新見（1991年 - 2020年）の気候 | 新見（1991年 - 2020年）の気候 | 新見（1991年 - 2020年）の気候 | 新見（1991年 - 2020年）の気候 | 新見（1991年 - 2020年）の気候 | 新見（1991年 - 2020年）の気候 | 新見（1991年 - 2020年）の気候 | 新見（1991年 - 2020年）の気候 | 新見（1991年 - 2020年）の気候 | 新見（1991年 - 2020年）の気候 | 新見（1991年 - 2020年）の気候 | 新見（1991年 - 2020年）の気候 | 新見（1991年 - 2020年）の気候 |
| 月                                 | 1月                           | 2月                           | 3月                           | 4月                           | 5月                           | 6月                           | 7月                           | 8月                           | 9月                           | 10月                          | 11月                          | 12月                          | 年                            |
| ---------------------------------- | ----------------------------- | ----------------------------- | ----------------------------- | ----------------------------- | ----------------------------- | ----------------------------- | ----------------------------- | ----------------------------- | ----------------------------- | ----------------------------- | ----------------------------- | ----------------------------- | ----------------------------- |
| 最高気温記録 °C （°F）             | 16.0 (60.8)                   | 19.7 (67.5)                   | 24.0 (75.2)                   | 30.1 (86.2)                   | 33.0 (91.4)                   | 33.8 (92.8)                   | 36.3 (97.3)                   | 36.9 (98.4)                   | 34.6 (94.3)                   | 29.5 (85.1)                   | 25.6 (78.1)                   | 19.7 (67.5)                   | 36.9 (98.4)                   |
| 平均最高気温 °C （°F）             | 5.7 (42.3)                    | 6.9 (44.4)                    | 11.3 (52.3)                   | 17.7 (63.9)                   | 22.6 (72.7)                   | 25.2 (77.4)                   | 28.9 (84)                     | 30.2 (86.4)                   | 25.7 (78.3)                   | 20.0 (68)                     | 14.1 (57.4)                   | 8.1 (46.6)                    | 18.0 (64.4)                   |
| 日平均気温 °C （°F）               | 1.1 (34)                      | 1.7 (35.1)                    | 5.2 (41.4)                    | 10.9 (51.6)                   | 15.9 (60.6)                   | 19.7 (67.5)                   | 23.7 (74.7)                   | 24.5 (76.1)                   | 20.2 (68.4)                   | 14.1 (57.4)                   | 8.3 (46.9)                    | 3.2 (37.8)                    | 12.4 (54.3)                   |
| 平均最低気温 °C （°F）             | −2.8 (27)                     | −2.7 (27.1)                   | −0.2 (31.6)                   | 4.4 (39.9)                    | 9.7 (49.5)                    | 15.1 (59.2)                   | 19.9 (67.8)                   | 20.5 (68.9)                   | 16.2 (61.2)                   | 9.4 (48.9)                    | 3.6 (38.5)                    | −0.8 (30.6)                   | 7.7 (45.9)                    |
| 最低気温記録 °C （°F）             | −9.9 (14.2)                   | −11.4 (11.5)                  | −8.0 (17.6)                   | −4.5 (23.9)                   | −0.8 (30.6)                   | 5.2 (41.4)                    | 9.9 (49.8)                    | 12.2 (54)                     | 3.7 (38.7)                    | −0.3 (31.5)                   | −4.4 (24.1)                   | −7.1 (19.2)                   | −11.4 (11.5)                  |
| 降水量 mm （inch）                 | 50.9 (2.004)                  | 56.9 (2.24)                   | 100.9 (3.972)                 | 104.3 (4.106)                 | 135.6 (5.339)                 | 178.1 (7.012)                 | 235.0 (9.252)                 | 116.8 (4.598)                 | 176.6 (6.953)                 | 95.0 (3.74)                   | 61.6 (2.425)                  | 54.8 (2.157)                  | 1,361.1 (53.587)              |
| 平均降水日数 （≥1.0 mm）           | 8.3                           | 9.2                           | 10.7                          | 9.7                           | 10.0                          | 11.9                          | 12.5                          | 9.4                           | 10.0                          | 7.1                           | 7.3                           | 8.6                           | 115.2                         |
| 平均月間日照時間                   | 111.8                         | 122.3                         | 159.8                         | 183.7                         | 200.5                         | 143.0                         | 149.0                         | 177.5                         | 144.8                         | 155.8                         | 128.7                         | 112.9                         | 1,790.5                       |
| 出典1：Japan Meteorological Agency |                               |                               |                               |                               |                               |                               |                               |                               |                               |                               |                               |                               |                               |
| 出典2：気象庁                      |                               |                               |                               |                               |                               |                               |                               |                               |                               |                               |                               |                               |                               |

| 千屋（1991年 - 2020年）の気候      | 千屋（1991年 - 2020年）の気候 | 千屋（1991年 - 2020年）の気候 | 千屋（1991年 - 2020年）の気候 | 千屋（1991年 - 2020年）の気候 | 千屋（1991年 - 2020年）の気候 | 千屋（1991年 - 2020年）の気候 | 千屋（1991年 - 2020年）の気候 | 千屋（1991年 - 2020年）の気候 | 千屋（1991年 - 2020年）の気候 | 千屋（1991年 - 2020年）の気候 | 千屋（1991年 - 2020年）の気候 | 千屋（1991年 - 2020年）の気候 | 千屋（1991年 - 2020年）の気候 |
| 月                                 | 1月                           | 2月                           | 3月                           | 4月                           | 5月                           | 6月                           | 7月                           | 8月                           | 9月                           | 10月                          | 11月                          | 12月                          | 年                            |
| ---------------------------------- | ----------------------------- | ----------------------------- | ----------------------------- | ----------------------------- | ----------------------------- | ----------------------------- | ----------------------------- | ----------------------------- | ----------------------------- | ----------------------------- | ----------------------------- | ----------------------------- | ----------------------------- |
| 最高気温記録 °C （°F）             | 14.5 (58.1)                   | 20.0 (68)                     | 23.4 (74.1)                   | 29.0 (84.2)                   | 31.4 (88.5)                   | 33.1 (91.6)                   | 34.9 (94.8)                   | 35.1 (95.2)                   | 33.1 (91.6)                   | 28.2 (82.8)                   | 24.3 (75.7)                   | 18.7 (65.7)                   | 35.1 (95.2)                   |
| 平均最高気温 °C （°F）             | 3.9 (39)                      | 5.1 (41.2)                    | 9.8 (49.6)                    | 16.4 (61.5)                   | 21.2 (70.2)                   | 24.0 (75.2)                   | 27.5 (81.5)                   | 28.6 (83.5)                   | 24.3 (75.7)                   | 18.8 (65.8)                   | 13.0 (55.4)                   | 6.7 (44.1)                    | 16.6 (61.9)                   |
| 日平均気温 °C （°F）               | −0.2 (31.6)                   | 0.3 (32.5)                    | 3.7 (38.7)                    | 9.4 (48.9)                    | 14.5 (58.1)                   | 18.4 (65.1)                   | 22.4 (72.3)                   | 23.1 (73.6)                   | 18.9 (66)                     | 12.7 (54.9)                   | 7.1 (44.8)                    | 2.0 (35.6)                    | 11.0 (51.8)                   |
| 平均最低気温 °C （°F）             | −3.8 (25.2)                   | −3.9 (25)                     | −1.6 (29.1)                   | 2.6 (36.7)                    | 7.8 (46)                      | 13.3 (55.9)                   | 18.3 (64.9)                   | 18.8 (65.8)                   | 14.4 (57.9)                   | 7.4 (45.3)                    | 1.9 (35.4)                    | −1.9 (28.6)                   | 6.1 (43)                      |
| 最低気温記録 °C （°F）             | −13.4 (7.9)                   | −14.9 (5.2)                   | −12.1 (10.2)                  | −6.4 (20.5)                   | −3.0 (26.6)                   | 1.9 (35.4)                    | 6.7 (44.1)                    | 10.0 (50)                     | 1.3 (34.3)                    | −2.6 (27.3)                   | −5.7 (21.7)                   | −10.8 (12.6)                  | −14.9 (5.2)                   |
| 降水量 mm （inch）                 | 106.1 (4.177)                 | 102.2 (4.024)                 | 137.5 (5.413)                 | 131.8 (5.189)                 | 149.5 (5.886)                 | 193.1 (7.602)                 | 264.5 (10.413)                | 162.1 (6.382)                 | 218.0 (8.583)                 | 123.8 (4.874)                 | 91.0 (3.583)                  | 113.9 (4.484)                 | 1,783.5 (70.217)              |
| 降雪量 cm （inch）                 | 136 (53.5)                    | 124 (48.8)                    | 39 (15.4)                     | 1 (0.4)                       | 0 (0)                         | 0 (0)                         | 0 (0)                         | 0 (0)                         | 0 (0)                         | 0 (0)                         | 1 (0.4)                       | 66 (26)                       | 368 (144.9)                   |
| 平均降水日数 （≥1.0 mm）           | 17.0                          | 14.9                          | 14.7                          | 11.4                          | 11.0                          | 12.4                          | 13.7                          | 10.9                          | 11.7                          | 9.1                           | 11.8                          | 16.0                          | 154.4                         |
| 平均月間日照時間                   | 70.1                          | 82.0                          | 135.1                         | 175.4                         | 190.9                         | 136.3                         | 128.6                         | 162.3                         | 126.1                         | 141.6                         | 111.5                         | 79.3                          | 1,534.1                       |
| 出典1：Japan Meteorological Agency |                               |                               |                               |                               |                               |                               |                               |                               |                               |                               |                               |                               |                               |
| 出典2：気象庁                      |                               |                               |                               |                               |                               |                               |                               |                               |                               |                               |                               |                               |                               |

### 植生
かつてはたたら製鉄で、その後も各種開発によって植生は撹乱され続けてきた。
それでも、阿哲峡や三室峡は、紅葉の見られる場所として知られている。また、鯉ヶ窪湿性植物群落は、国の天然記念物に指定されている。

## 人口
20世紀末の段階で、岡山県の人口は半分以上が岡山市と倉敷市に集中しており、特に県の中北部では過疎化などの問題が発生していた。新見市の場合も、まだ日本の人口が増加していた20世紀後半に入った段階からすでに市域の人口は減少し続けてきた。
| |                                        |  |
| 新見市と全国の年齢別人口分布（2005年） | 新見市の年齢・男女別人口分布（2005年） |  |
| ■紫色 ― 新見市 ■緑色 ― 日本全国 | ■青色 ― 男性 ■赤色 ― 女性              |  |
| 新見市（に相当する地域）の人口の推移 \| 1970年（昭和45年） \| 48,967人 \| \| \| 1975年（昭和50年） \| 46,726人 \| \| \| 1980年（昭和55年） \| 44,882人 \| \| \| 1985年（昭和60年） \| 44,019人 \| \| \| 1990年（平成2年） \| 42,264人 \| \| \| 1995年（平成7年） \| 39,891人 \| \| \| 2000年（平成12年） \| 38,492人 \| \| \| 2005年（平成17年） \| 36,073人 \| \| \| 2010年（平成22年） \| 33,870人 \| \| \| 2015年（平成27年） \| 30,658人 \| \| \| 2020年（令和2年） \| 28,079人 \| \| |                                        |  |
| 総務省統計局 国勢調査より |                                        |  |
| 1970年（昭和45年） | 48,967人                               |  |
| 1975年（昭和50年） | 46,726人                               |  |
| 1980年（昭和55年） | 44,882人                               |  |
| 1985年（昭和60年） | 44,019人                               |  |
| 1990年（平成2年） | 42,264人                               |  |
| 1995年（平成7年） | 39,891人                               |  |
| 2000年（平成12年） | 38,492人                               |  |
| 2005年（平成17年） | 36,073人                               |  |
| 2010年（平成22年） | 33,870人                               |  |
| 2015年（平成27年） | 30,658人                               |  |
| 2020年（令和2年） | 28,079人                               |  |

## 歴史・沿革

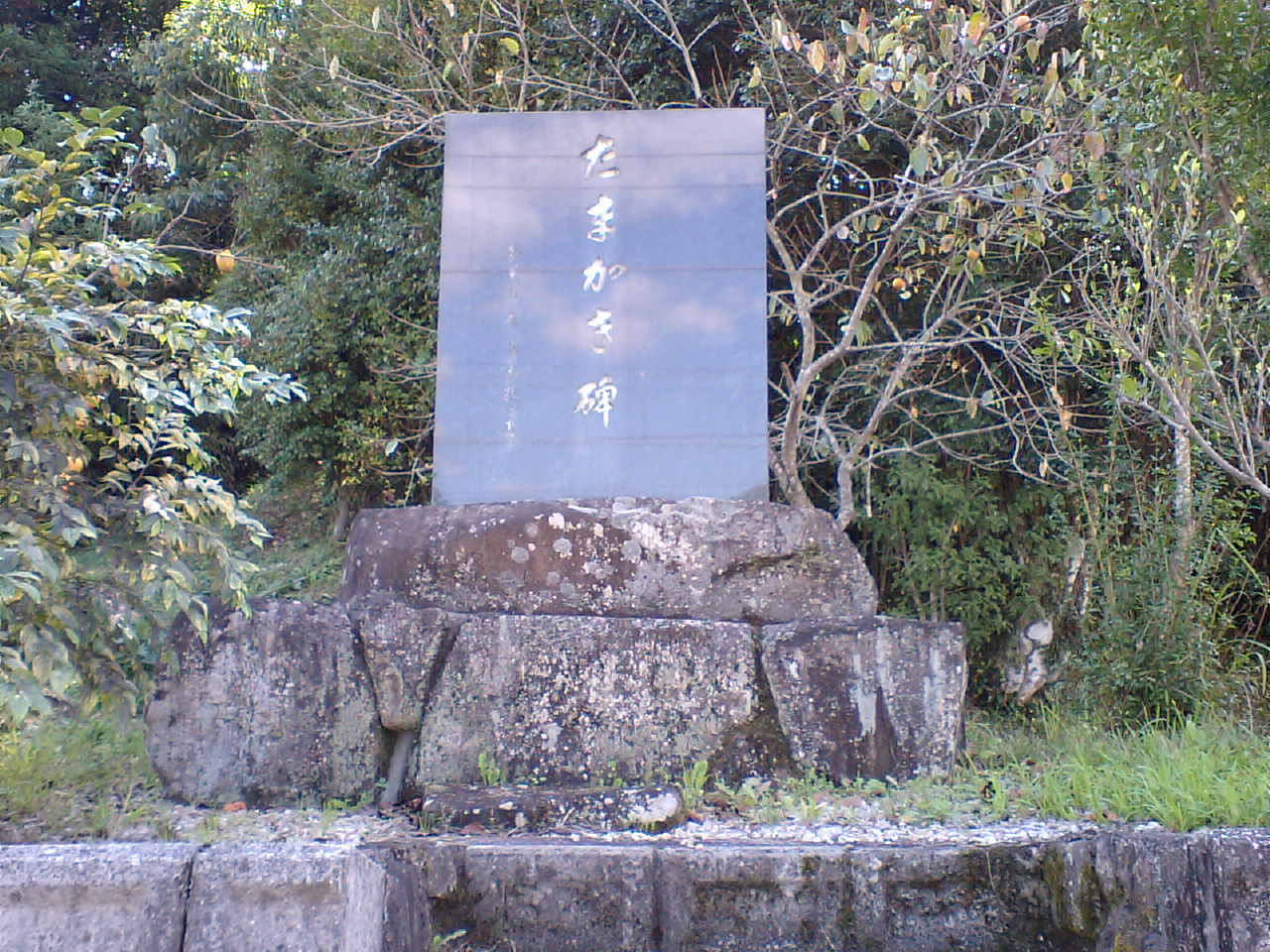
生家跡地に残る「たまがきの碑」

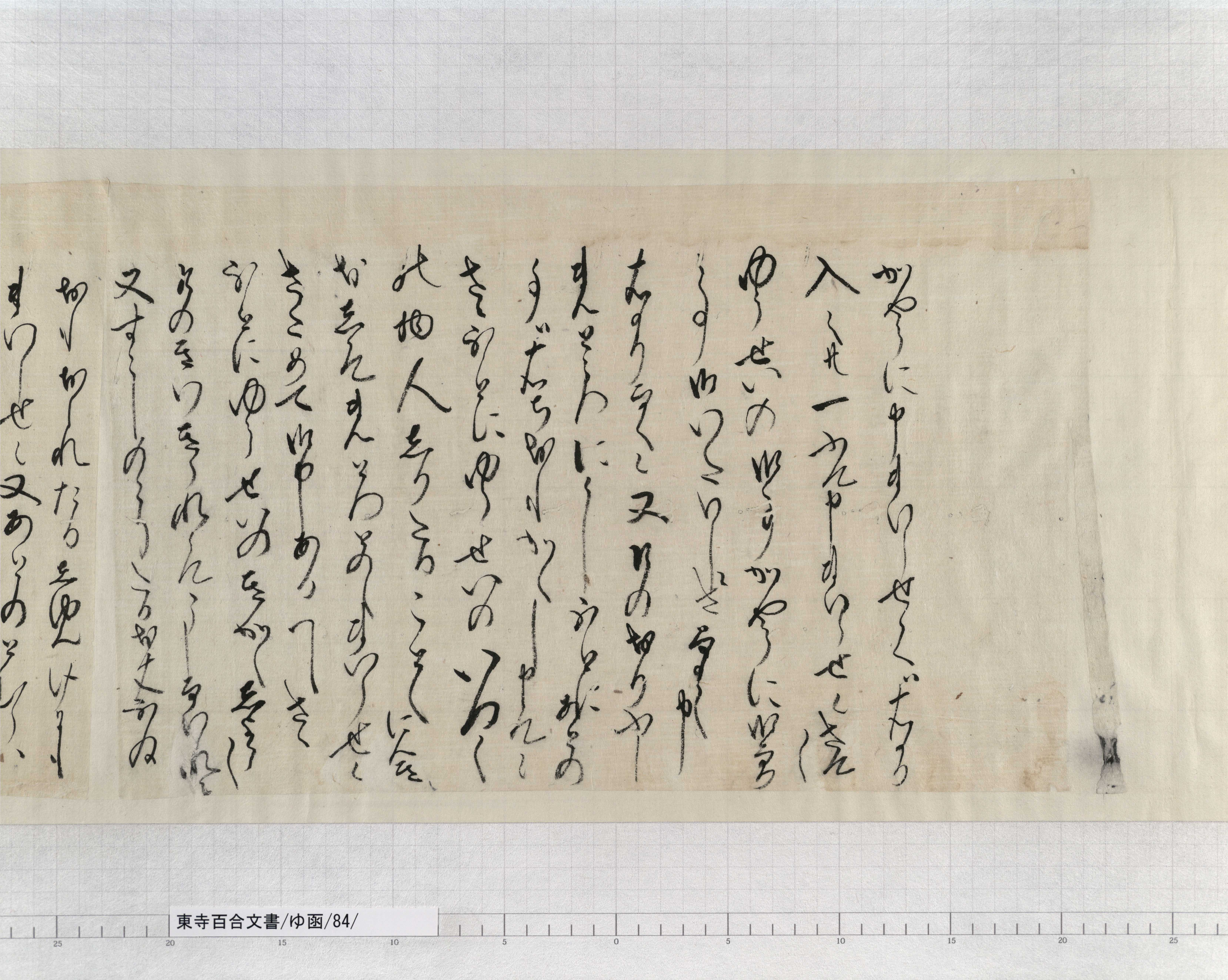
東寺百合文書ゆ函84　たまかき書状　「京都府立京都学・歴彩館 東寺百合文書WEB から」

- 古代、備中国に新見郷（新美郷）が置かれた。
- 奈良時代の国郡郷制で、新見地方は高梁川を境に東に阿賀郡、西に哲多郡が設置され、明治まで続いた[6]。
- 平安期、新見荘（新見庄）が置かれた[7]。
- 鎌倉時代の吾妻鏡に紀康綱が、八代相伝の地である村社郷のうち小埋社町を、大江広元から不輸の地として賜ったとの記述がある[8]。
- 鎌倉時代の中期、備中北部の豪族新見氏が地頭となって、井村の小谷に城を構えて居館とした。これが新見の語源と言われている。その後、東寺の所領となり、戦国時代は尼子氏の支配下に置かれた[9]。
- 南北朝時代の後半には、新見庄において隣郷の土豪の多治部氏による押領が相次いだ[10]。
- 1463年（寛正3年）7月に、新見に着任した東寺の僧・祐清（）が、年貢未納の名主・豊岡を追放した事を機に、隣接する相国寺領に住む豊岡の親族によって斬殺され、祐清の身辺の世話をしていたたまがきが、祐清の遺品を東寺に求めた手紙で、中世農村女性の自筆書状である「たまかき書状」と「祐清注進状」が、東寺百合文書（京都府立総合資料館蔵）に収載された。
- 1650年（慶安3年）- 備中松山藩藩主水谷勝隆が高梁川に、新見から松山の城下町までの水路を開通。高瀬船による水運を実施[11]。
- 1697年（元禄10年）- 徳川幕府により松山藩領の阿賀、哲多、上房、川上を割いて、 関長治が新見藩を立藩。
- 1775年（宝暦5年）- 新見藩第3代藩主関政富により、思誠館（後の新見市立思誠小学校）を設立。
- 1792年（寛政4年）- 新見藩第5代藩主関長誠が丸川松隠を招聘し、思誠館の学頭、藩政の参与に抜擢[12]。
- 1830年（天保1年）- 難波千代平が優良系統「竹の谷蔓牛（）」を作った[13]。
- 1871年（明治4年）- 廃藩置県により、新見県が成立。
- 1871年（明治4年）11月15日 - 新見県など備中・備後の11県が統合して、深津県が成立[注釈 1]。
- 1875年（明治8年）12月10日 - 小田県は、岡山県へ統合。
- 1914年（大正3年）3月24日 - 新見電気が発電事業を開始。
- 1928年（昭和3年）10月25日 - 伯備線の備中川面 - 足立間が開業し全通。
- 1934年（昭和9年）9月21日 - 室戸台風により町内の浸水戸数450戸、流失倒壊戸数12戸、損害概算57000円に達する。高梁川の橋梁のほとんどが流出し、伯備線も不通となった[14]。
- 1938年（昭和13年）4月15日 - 大火が発生し、死者2名、負傷者6名、焼失戸数282戸、罹災人口約1500名、山林焼失250町歩、損害額253万円を出した[14]。
- 1954年（昭和29年）6月1日 - 阿哲郡新見町・上市町・石蟹郷村・草間村・熊谷村・菅生村・豊永村・美穀村が新設合併し、新見市が発足。
- 1955年（昭和30年）5月1日 - 阿哲郡千屋村を編入合併。
- 1957年（昭和32年）4月1日 - 豊永赤馬小字坂尻を、上房郡北房町へと分離。
- 1978年（昭和53年）10月28日 - 中国自動車道の新見IC開業。
- 2002年（平成14年）6月23日 - 市長選挙と市議選挙において、日本初の電子投票の実施。
- 2004年（平成16年）10月24日 - 岡山県知事選において、日本初の知事選挙電子投票の実施。
- 2005年（平成17年）3月31日 - 新見市・阿哲郡大佐町・神郷町・哲多町・哲西町の1市4町が新設合併し、新たに新見市が発足。これにより、阿哲郡は消滅。
- 2016年（平成28年）12月25日 - 現職死去に伴う市長選で、前市議の池田一二三が初当選し、新見市初の女性市長が誕生[注釈 2]。

## 行政
新見市は日本国内の政令指定都市以外では、いち早くパスポートの発給を開始し、また市内で完結する県道16路線の管理を行うなど、岡山県からの事務・権限移譲を積極的に行ってきた。

### 歴代市長
特記なき場合『日本の歴代市長 : 市制施行百年の歩み』などによる。
旧・新見市・市長
| 代 | 氏名     | 就任         | 退任          | 備考 |
| -- | -------- | ------------ | ------------- | ---- |
| 1  | 土屋源市 | 1954年7月1日 | 1958年6月30日 |      |
| 2  | 林武一   | 1958年7月1日 | 1966年6月30日 |      |
| 3  | 赤木孜一 | 1966年7月1日 | 1982年6月30日 |      |
| 4  | 福田正彦 | 1982年7月1日 | 1994年6月30日 |      |
| 5  | 石垣正夫 | 1994年7月1日 | 2005年3月30日 |      |

新・新見市・市長
| 代   | 氏名       | 就任日         | 退任日        | 備考                         |
| ---- | ---------- | -------------- | ------------- | ---------------------------- |
| 初代 | 石垣正夫   | 2005年4月24日  | 2016年11月9日 | 旧・新見市長。任期中に死去。 |
| 2代  | 池田一二三 | 2016年12月25日 | 2020年12月7日 | 落選後、任期満了直前に辞職。 |
| 3代  | 戎斉       | 2020年12月8日  | 2024年12月2日 | 落選後、任期満了直前に辞職。 |
| 4代  | 石田實     | 2024年12月3日  | （現職）      |                              |

### 有権者数
2016年12月25日時点の有権者数（18歳以上の人口）は、2万6511人（男性:1万2501人、女性:1万4010人）であった。

### 庁舎
| 名称     | 所在地              | 管轄地域   | 備考                               |
| -------- | ------------------- | ---------- | ---------------------------------- |
| 本庁舎   | 新見310番地の3      |            | 市内の各支局・市民センターを総括   |
| 新見支局 | （本庁舎と同じ）    | 旧新見市域 | 旧新見市役所                       |
| 大佐支局 | 大佐小阪部1469番地1 | 旧大佐町域 | おおさ総合センター内               |
| 神郷支局 | 神郷下神代3936番地  | 旧神郷町域 | 旧神郷町役場                       |
| 哲多支局 | 哲多町本郷246番地4  | 旧哲多町域 | 旧哲多町役場                       |
| 哲西支局 | 哲西町矢田3604番地  | 旧哲西町域 | 旧哲西町役場（きらめき広場・哲西） |

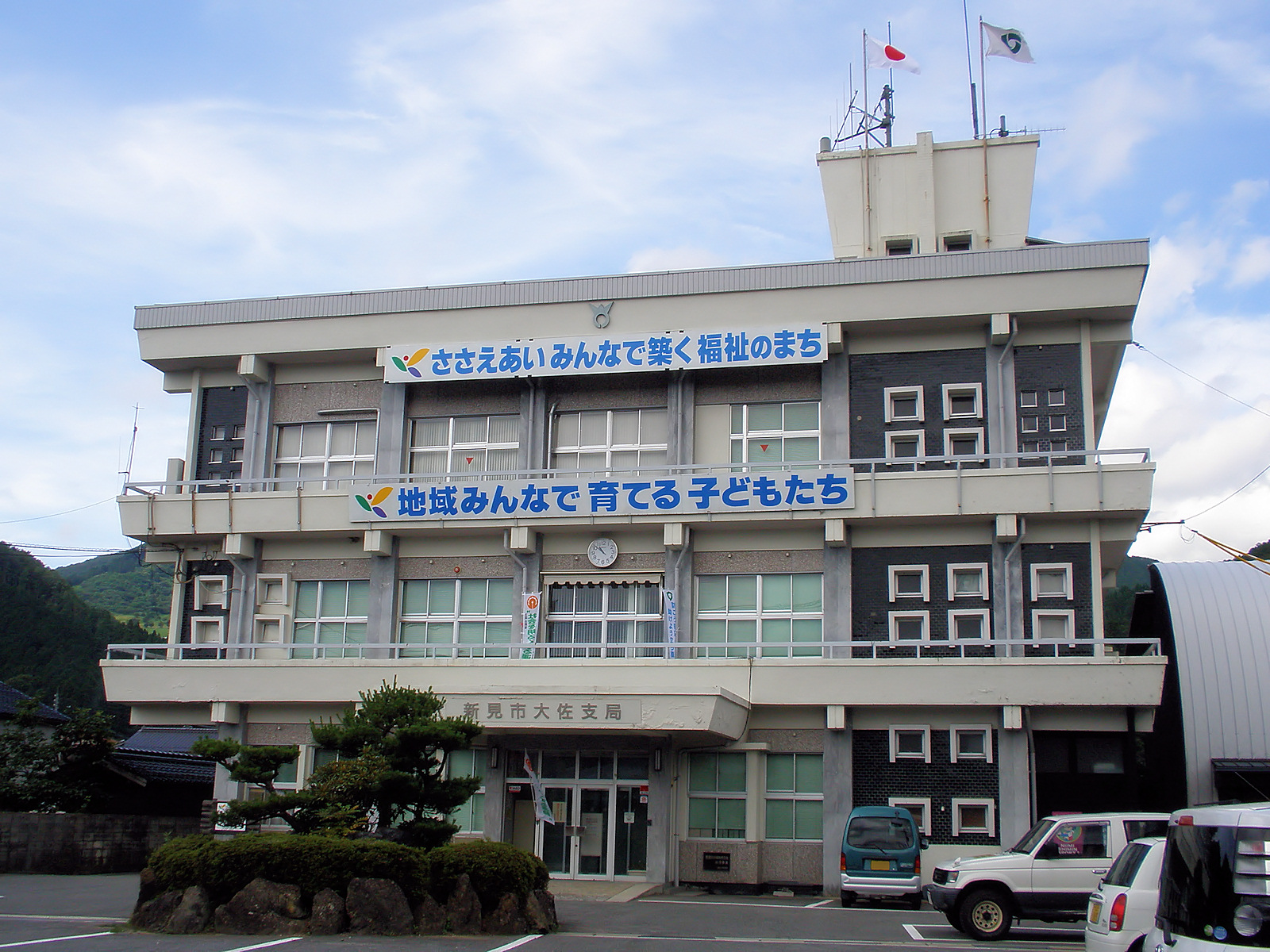
旧大佐支局

この他、新砥・井倉・上市・唐松・草間・熊谷・菅生・千屋・豊永・新郷・萬歳の各市民センターが置かれている。

### 消防
- 新見市消防本部

### 県の機関
- 岡山県備中県民局新見地域事務所
- 岡山県備北保健所新見支所
- 岡山県新見警察署

### 国の機関
- 岡山地方検察庁新見支部
- 新見区検察庁（岡山市に所在）
- 新見労働基準監督署
- 高梁公共職業安定所新見出張所
- 新見税務署
- 近畿中国森林管理局
  - 森林技術センター
  - 岡山森林管理署 新見・刑部・神代・新郷森林事務所

#### 司法機関
- 岡山地方裁判所新見支部
- 岡山家庭裁判所新見支部
- 新見簡易裁判所

## 議会

### 市議会
- 定数：16人（欠員1）
- 任期：2021年4月24日 - 2025年4月23日
- 議長：榎 日出男
- 副議長：古川英明

## 姉妹都市・提携都市
姉妹都市
- ニューパルツ市（英語版）（アメリカ合衆国・ニューヨーク州）
1998年10月9日 - 旧大佐町が姉妹都市協定。合併後の2010年に新見市と再調印。
- シドニー市（英語版）（カナダ・ブリティッシュコロンビア州）
2008年6月30日 - 姉妹都市協定を締結。

友好都市
- 信陽市・溮河区（中華人民共和国・河南省）
1992年4月16日 - 友好都市提携。

## 経済
新見市の主要産業としては、鉱工業、農業、畜産業、観光業が挙げられる。

### 鉱工業
明治期まではたたら製鉄が盛んに行われていた。その後も石灰石の採掘が行われている。なお、石灰石に関連した企業も新見市には目立ち、2017年現在の新見市における主要な企業として『新見市企業ガイド2017』に挙げられている34社中9社が石灰業である。

### 農業
2014年現在も、岡山県は日本国内では比較的ブドウの栽培の盛んな県として知られており、そのような中で新見市も岡山県内におけるブドウの主産地の1つに数えられる。岡山県内での栽培品種は多彩だが、新見市内ではピオーネやニューピオーネが栽培されている。
他に、日本国内全体で見れば岡山県での収穫量は知れているものの、岡山県内におけるクリとリンゴとニホンナシの主産地として、新見市の名前が挙げられる。
なお市内では、チャノキや桃太郎トマトなどの栽培も行われている。

### 畜産業
「日本最古の蔓牛」と呼ばれる「竹の谷蔓牛（たけのたにつるうし）」が岡山県新見市神郷釜村にて平田五美氏がその希少性を尊び、50年に亘り、その特性を維持保全しながら現在まで繋いできた。
肉牛の飼育を行っており、千屋牛が知られる。
また、イノシシの狩りも行っており、新見ラーメンの具にはイノシシの肉を使用している。他にもボタン鍋、猪丼、猪カレーなどを提供する飲食店が見られる。

### 水産業
ドジョウの養殖を行っている。またチョウザメの養殖を行い、キャビアを製造している。

### 観光業
各種観光資源を活かした観光業が見られる。

### 金融
指定金融機関:中国銀行（西暦奇数年10月 - 翌年9月）と備北信用金庫（西暦偶数年10月 - 翌年9月）による輪番制。

### その他の産品

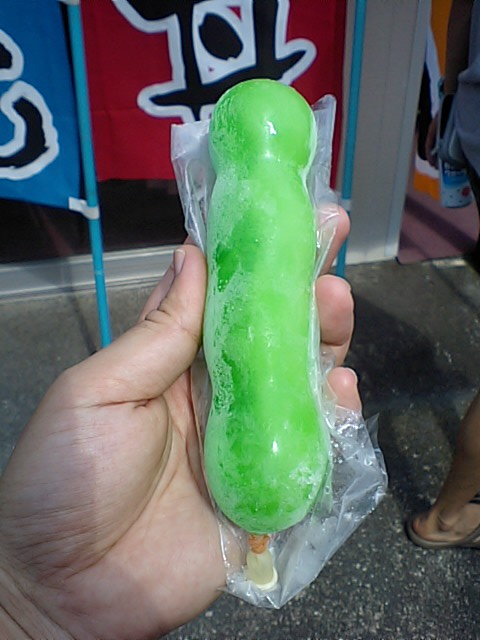
新見市が発祥と言われる氷菓子「バクダンキャンディー」。

- バクダンキャンディー - 新見市が発祥と言われる氷菓子。

### 企業

#### 新見市に本社を置く企業
- 山佐株式会社
- 備北粉化工業
- 田中実業
- 備北民報社

#### その他の主要企業
- 銘菓創苑さつき屋 - 新見市はピオーネの栽培で知られており、それを使った菓子などを製造する。また、地元の石灰鉱石をモチーフにした菓子の「sekkai こいしクッキー」も製造している[25]。
- カツマル醤油醸造 - 昔ながらの醤油を醸造している。ギャラリーを併設。
- 三光正宗 - 哲西町の酒類製造業者。清酒や味醂の醸造、焼酎の蒸留などを行っている。見学蔵「華の蔵」を併設。
- 丸菱 - 大佐町の日本茶の生産工場。本社は大阪府。
- 矢崎部品（新見工場） - 2017年現在『新見市企業ガイド2017』によれば、従業員数523名で掲載事業所としては最多人数。
- 山佐 - かつては新見市に本社を置いていた。本社機能は岡山市内に移転した。エンドレス、オカセキ事業部などが新見市内でガソリンスタンド3店舗を展開し、また、事務機の販売、農機具の製造なども行っている[26]。

## 地域
平安時代に荘園が置かれた「新見荘（新見庄）」の地域がある。また、熊谷川を隔てて東側に元禄年間に 関長治が新見藩を立藩して開かれた町があり、近年は「新見御殿町」の名で整備が進められている（新見も参照）。

### 教育

#### 小学校
- 新見市立思誠小学校
- 新見市立高尾小学校
- 新見市立新見南小学校
- 新見市立草間台小学校
- 新見市立塩城小学校
- 新見市立上市小学校
- 新見市立西方小学校
- 新見市立千屋小学校
- 新見市立刑部小学校
- 新見市立神郷北小学校
- 新見市立神代小学校
- 新見市立本郷小学校
- 新見市立新砥小学校
- 新見市立矢神小学校
- 新見市立野馳小学校

#### 中学校
- 新見市立新見第一中学校
- 新見市立新見南中学校
- 新見市立大佐中学校
- 新見市立哲多中学校
- 新見市立哲西中学校

#### 高等学校
公立
- 岡山県立新見高等学校
  - 岡山県立新見北高等学校 - 2007年に県立新見高等学校と合併して閉校した。現在は新見高校北校地。

私立
- 岡山県共生高等学校

#### その他の学校
大学
- 新見公立大学

特別支援学校
- 岡山県健康の森学園支援学校 - 岡山県健康の森学園障害者支援施設と併設されている。

大学校
- 公設国際貢献大学校 - 国際貢献大学校運営機構が運営する研修施設である。

専修学校
- JUAVACドローン・エキスパート・アカデミー - 2018年7月に開校した、ドローンのオペレーターの養成学校。

#### 博物館・その他の教育関連施設
- 新見美術館 - 市立の美術館である。
- 猪風来美術館
- 山田方谷記念館

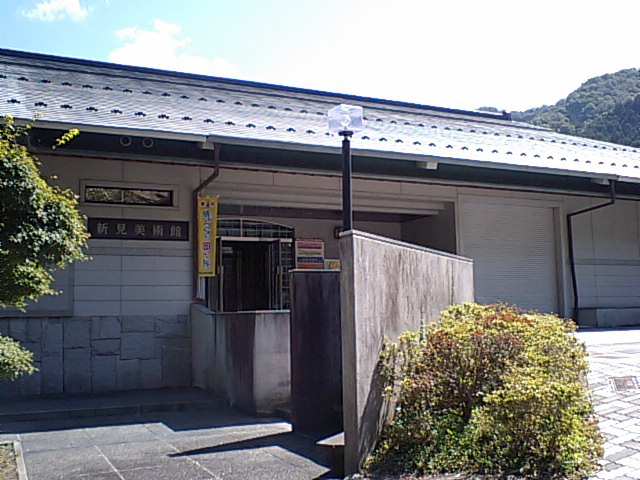
新見美術館の外観。

- 新見文化交流館（まなび広場にいみ） - 新見市立中央図書館を併設している。ホールも備えている。

## 交通

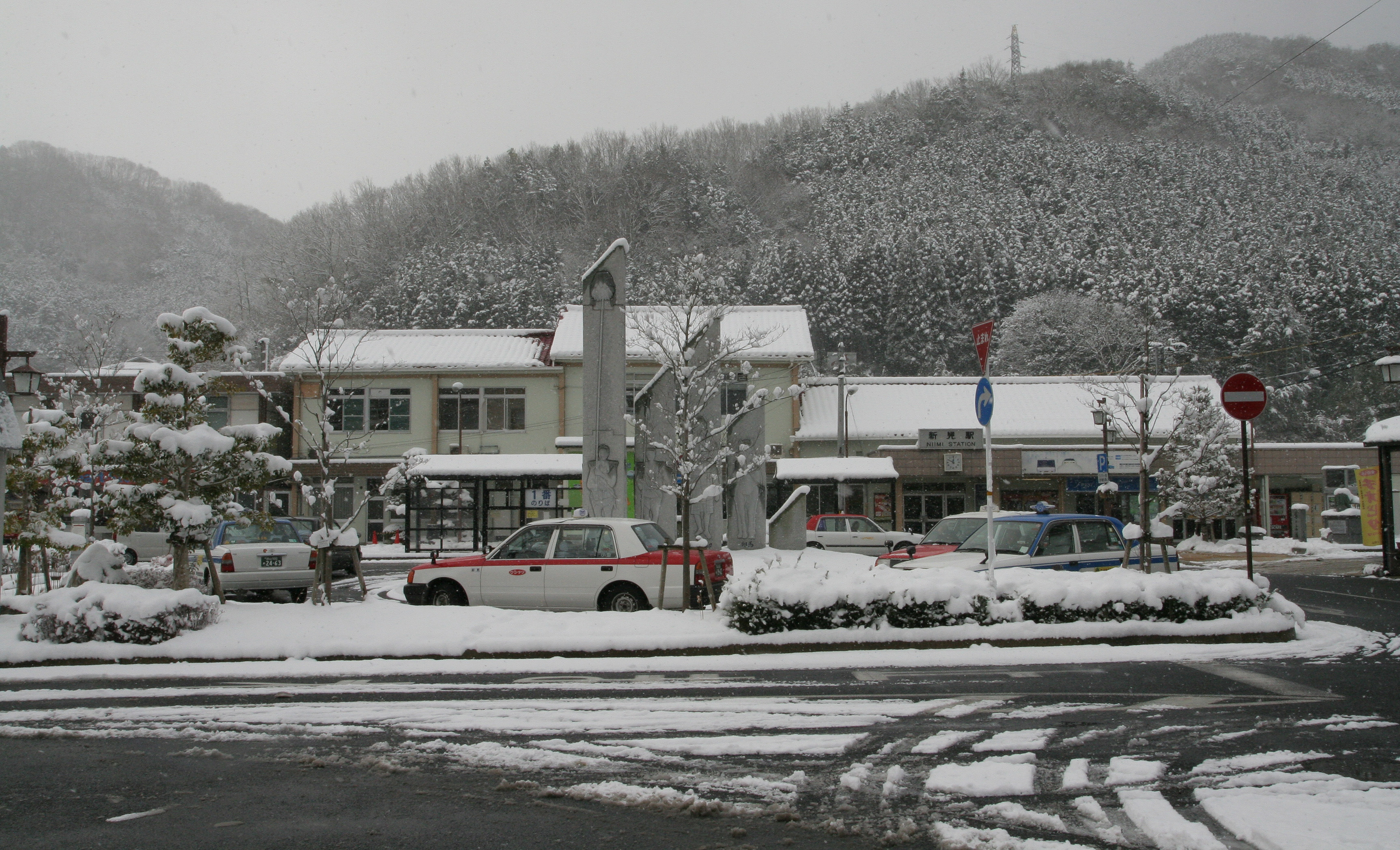
冬の新見駅前の様子。

### 鉄道路線
西日本旅客鉄道（JR西日本）
- 伯備線：井倉駅 - 石蟹駅 - 新見駅 - 備中神代駅 - 足立駅 - 新郷駅
- 姫新線：刑部駅 - 丹治部駅 - 岩山駅 - 新見駅
- 芸備線：新見駅 - 布原駅 - 備中神代駅 - 坂根駅 - 市岡駅 - 矢神駅 - 野馳駅
- 中心となる駅：新見駅

### バス路線
- 備北バス
- 新見市営バス

### 道路
高速道路
- E2A 中国自動車道 - 大佐SA、新見IC、神郷PA

なお大佐SAは、岡山県道32号からもアクセス可能である。いわゆるご当地ラーメンの「大佐ラーメン」なども販売している。
一般国道
- 国道180号、国道182号

都道府県道
- 岡山県備中県民局管理
  - 岡山県道・鳥取県道8号新見日南線
  - 岡山県道・鳥取県道11号新見多里線
  - 岡山県道・広島県道12号足立東城線
  - 岡山県道32号新見勝山線
  - 岡山県道33号新見川上線
  - 岡山県道50号北房井倉哲西線
  - 岡山県道58号北房川上線
  - 岡山県道78号長屋賀陽線
  - 岡山県道・広島県道108号大野部東城線
  - 鳥取県道・岡山県道111号神戸上新見線
  - 岡山県道・鳥取県道112号大佐日野線
  - 岡山県道313号大野部備中線
  - 岡山県道320号若代方谷停車場線

- 新見市管理 - 新見市は市内で完結する県道を管理している[15]。
  - 岡山県道109号高瀬油野線
  - 岡山県道157号哲多哲西線
  - 岡山県道198号井倉停車場線
  - 岡山県道199号新見停車場線
  - 岡山県道200号坂根停車場線
  - 岡山県道316号岩熊一ノ原線
  - 岡山県道317号千屋実大佐線
  - 岡山県道318号千屋大佐線
  - 岡山県道319号菅生上熊谷線
  - 岡山県道378号上市井村西方線
  - 岡山県道409号大野部哲多線
  - 岡山県道441号下神代哲多線
  - 岡山県道442号豊永赤馬長屋線
  - 岡山県道443号大井野千屋花見線
  - 岡山県道474号土橋井倉線
  - 岡山県道475号本郷石蟹線

道の駅
- 道の駅鯉が窪 - 新見市の南西端部、国道182号沿いの以前は哲西町だった地域に有る。なお「鯉が窪池」からは離れている。

## メディア

### 新聞
- 山陽新聞新見支局
- 備北民報社
- 備北新聞社 - 旬刊のローカル紙[27]

### 放送
テレビジョン放送
- NHK岡山放送局新見支局
- 吉備ケーブルテレビ新見支局 - ケーブルテレビ

| 局名             | NHK岡山 | NHK岡山 | RSK  | OHK  | RNC  | KSB  | TSC  | NHK-FM 岡山 | FM岡山   | 出力              | 偏波面 | 中継局所在地 |
| 局名             | 総合    | 教育    | RSK  | OHK  | RNC  | KSB  | TSC  | NHK-FM 岡山 | FM岡山   | 出力              | 偏波面 | 中継局所在地 |
| ---------------- | ------- | ------- | ---- | ---- | ---- | ---- | ---- | ----------- | -------- | ----------------- | ------ | ------------ |
| （リモコン番号） | 1       | 2       | 6    | 8    | 4    | 5    | 7    | NHK-FM 岡山 | FM岡山   | 出力              | 偏波面 | 中継局所在地 |
| 新見デジタル     | 15ch    | 13ch    | 21ch | 16ch | 20ch | 17ch | 18ch | -           | -        | 3 W               | 水平   | 鳶ヶ巣山     |
| 新見             | 1ch     | 4ch     | 6ch  | 32ch | 28ch | 26ch | 30ch | 86.0 MHz    | 80.4 MHz | V・FM 10 W U 30 W | 水平   | 鳶ヶ巣山     |
| 唐松             | 57ch    | 55ch    | -    | -    | -    | -    | -    | -           | -        | 1 W               | 水平   | 向う山       |
| 新見熊谷         | 57ch    | 55ch    | -    | -    | -    | -    | -    | -           | -        | 1 W               | 水平   | 塩城山       |
| 哲西             | 1ch     | 4ch     | -    | -    | -    | -    | -    | -           | -        | 10 W              | 垂直   | 雨請山       |
| 哲西             | -       | -       | 42ch | -    | -    | -    | -    | 84.1 MHz    | -        | U 30 W FM 1 W     | 水平   | 雨請山       |
| 大佐             | 2ch     | 7ch     | 12ch | -    | -    | -    | -    | -           | -        | 3 W               | 水平   | 安部山       |
| 哲多             | 54ch    | 50ch    | -    | -    | -    | -    | -    | -           | -        | 3 W               | 水平   | 倉木山       |
| 哲多新砥         | 49ch    | 51ch    | -    | -    | -    | -    | -    | -           | -        | 3 W               | 水平   | 荒戸山       |

AMラジオ放送
いずれも新見市内に中継局を置いているものの、NHKは出力が弱いため夜間の混信が激しい。また、哲西町・神郷町ではRCC中国放送（1458 kHz）の聴取が可能である。
- NHK岡山第1放送：1341 kHz（出力100 W）
- NHK岡山第2放送：1125 kHz（出力100 W）
- RSKラジオ：1494 kHz（出力1 kW）

FMラジオ放送
- 岡山エフエム放送 80.4 MHz (出力10 W)

### ラストワンマイル事業
光ファイバー網を利用したブロードバンドの普及による情報格差解消と地上デジタル放送の開始による難視聴地域の対策、防災無線の置き換えを狙って、2005年度よりラストワンマイル事業を、ソフトバンクテレコムが事業者として実施している。それに伴いSoftBankによる携帯電話不感地帯解消のためのフェムトセル基地局の実証実験を2009年春より行うことが決定した。

## 通信

### 電話
市外局番は、0867(7x - 9x) である。ただし神郷高瀬の一部は、昭和時代は鳥取県上石見電話交換所管轄08598(3) であった。これは地理的事情で鳥取県境に近く、鳥取県から電話線を引いた方が近いという理由だった。

### 郵便
郵便番号は、以下の通りである。
- 新見郵便局：718-00xx、718-85xx、718-86xx、718-87xx、718-03xx、719-36xx[注釈 4]
- 千屋郵便局：718-01xx、718-02xx[注釈 5]
- 井倉郵便局：719-25xx、719-26xx、719-27xx[注釈 6]
- 新郷郵便局：719-28xx
- 刑部郵便局：719-35xx
- 矢神郵便局：719-37xx
- 野馳郵便局：719-38xx

## 電気
才賀藤吉が1911年8月に事業許可を受け、同年9月に新見電気を設立した。熊谷川に水力発電所（出力33 kW）を建設し、1914年3月に発電を開始した。電力供給区域は新見町内であった。その後、さらに発電所の新設を行い、供給区域も阿哲郡19町村、真庭郡1村、吉備郡2村まで拡張した。
なお新見電気は、1927年4月中国合同電気と合併した。

## 名所・旧跡・祭事・催事

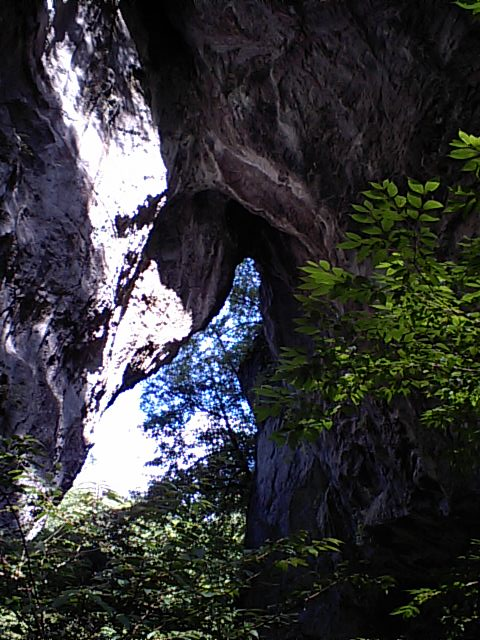
かつての鍾乳洞が陥没し、天然のアーチを作り出した「羅生門」

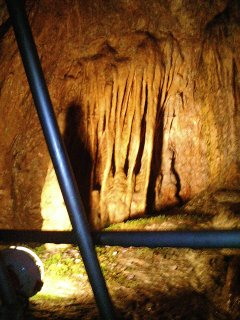
井倉洞の鍾乳石。

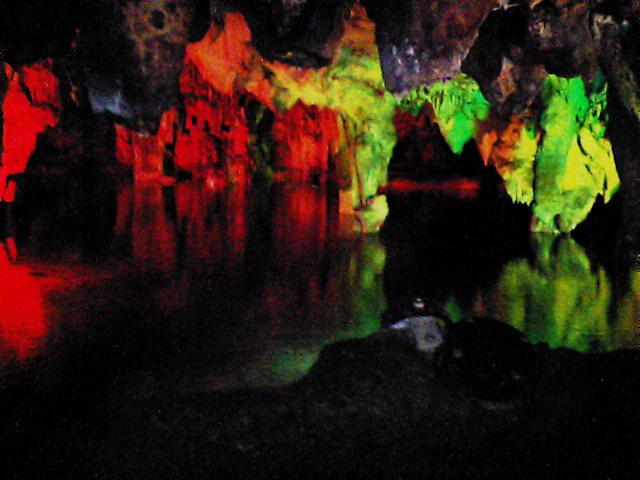
満奇洞

### 名所・旧跡
- 備中高野山 如意山三尾寺 – 木造千手観音坐像および両脇士立像（いずれも国の重要文化財）、本堂（県指定重要文化財）。豊永赤馬。高野山真言宗（古義真言宗）。
- 女人高野 三尾崎山済渡寺（濟渡寺、済渡禅寺）（さいどうじ） – 法曽661。曹洞宗。[35]
- 黒髪山青龍寺 – 観音堂（新見市指定文化財）。新見。真言宗の醍醐派（古義真言宗）。
- 傳醫山四王寺 – 仁王門、仁王像、薬師如来像、両界曼荼羅（いずれも新見市指定文化財）。哲西町大野部。真言宗の御室派（古義真言宗）
- 虎勢山本誓寺 – 大佐田治部。臨済宗の永源寺派。
- 城山公園
- 新見御殿町 - 新見の藩主「関氏」の陣屋周辺の町並みを保存・整備している。
- 親子孫水車のある夢すき公園
- 中国牡丹園
- 備作山地県立自然公園、鳴滝
- 井倉峡、絹掛の滝
- 宇山洞
- 龍頭峡 – アテツマンサクで有名。
- 羅生門（国の天然記念物）
- 鯉ヶ窪湿性植物群落（国の天然記念物）
- すずらんの園（おもつぼ湿原）
- 阿哲台（満奇洞、秘坂鐘乳穴、宇山洞、縞嶽、井倉洞）（岡山県指定天然記念物）
- 無明谷
- 大佐山 – 登山道が整備されている。プラネタリウムやレストハウスやキャンプ場や宿泊施設も設置されている。パラグライダーの離陸も可能。
- 塩城山 – 上熊谷地区にある600メートル前後の山。現在は山頂に神社が建立されているが、昔は山城の新見城があった。攻めあぐねた敵が、その土地の老婆に知恵を求めたところ、山ごと燃やす方策を提案し、城は焼け落ちたという伝承が残る。
- 岩山神社 – 上熊谷地区に位置する神社。11月3日の文化の日は大祭が行われる。当日は昔ながらの屋台が出店し、子供神輿・大人神輿が上熊谷地区の一部を練り歩く。
- 別所アウトドアセンター
- 草間の間歇冷泉 – 国指定の天然記念物に指定された、間欠泉である。
- 金蛍発生地 - 金蛍とはヒメボタルを指す。哲多が発生地。
- 後醍醐天皇の休石・ご飯石 – 後醍醐天皇に関係した伝説が残る。
- たまがきの碑 - 中世の在郷女性の碑。彼女による書状にまつわる伝説も残る。
- 大佐町B&G海洋センター

### 祭事・催事
- 新見ふるさと祭り（夏）
- 船川八幡宮秋季大祭（10月15日） - 大祭の行事の1つとして御神幸武器行列（土下座まつり）が開催される[36]。
- かいごもり（皆籠）祭り（旧正月の亥の日） - 元弘2年（1332年）に後醍醐天皇が隠岐へ流される途中に唐松地区内で休息した際、地元の男性が警備のために神社に集まり、女性は家にこもって火気を止め慎んだことが始まりとされる。早朝神主と供人はごりを取り、弥山に登り唐松地区の吉凶を占う。お祭りが行われている間中、地区民は雨戸を閉め、火を消して家にこもる。

## 文化
- 備中神楽

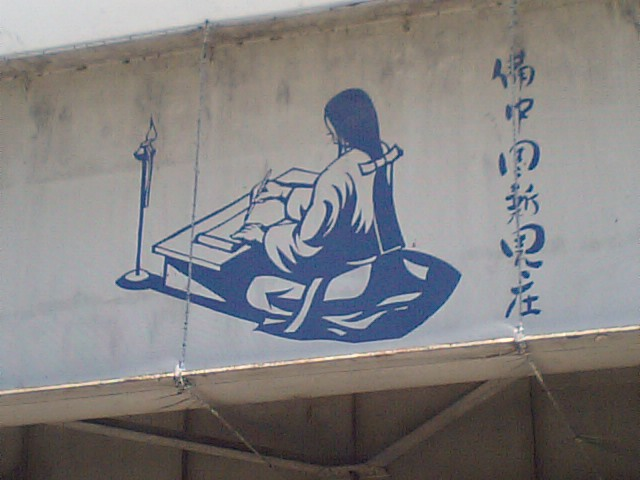
高速道路の高架橋に描かれている「たまがき」

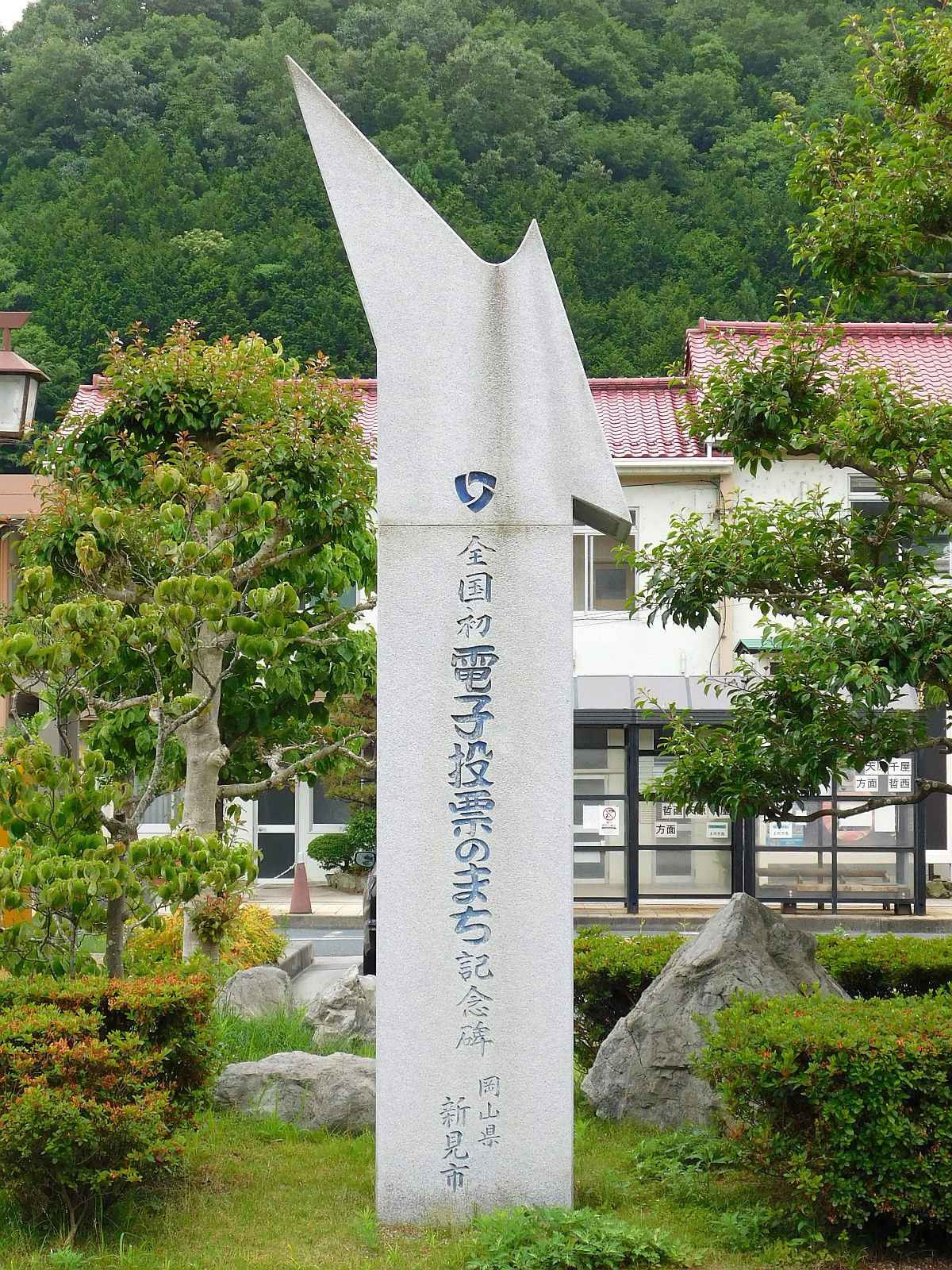
新見駅前広場にある「全国初 電子投票のまち 記念碑」

- 電子投票 - 旧・新見市で、日本で初めて電子投票を実施（2002年6月23日）。

## 新見市を舞台とした作品
小説
- 蒲団（1907年 - 1908年）田山花袋の中編小説

備北の小さな山の町・新見が小説の脇舞台になっている。
- 八つ墓村（1949年 - 1951年）横溝正史の長編推理小説

『八つ墓村』の冒頭に「この辺（=八つ墓村）の牛はひとくちに千屋牛とよばれて、役牛としてよく肉牛としてよく、近所の新見で市が立つときには、全国から博労が集まるくらいである」と記載されている。「千屋牛」は新見市千屋地区で育てられている黒毛和種およびその精肉として地域団体商標登録に認められたブランド牛肉で、千屋地区の前身の千屋村と「新見（町）」は、作品発表時は新見市の前身の阿哲郡の村・町である。また、八つ墓村の最寄り駅（徒歩約30分）に「伯備線のN駅」という名前が数か所出てくる（執筆当時は新郷駅がまだないので、伯備線でイニシャルが「N」で始まる岡山県内の駅は新見駅のみ）。
映画・テレビ
- 八つ墓村（1977年）角川映画製作
- 新見的おとぎばなし（2013年）吉本興業製作の短編映画

動画
- 牛神家の一族（2018年）新見市製作の横溝正史作品パロディによる新見市PR動画[41]
- 新見に来りてピオーネをつくる（2019年）新見市製作の横溝正史作品パロディによる新見市PR動画[42]

絵本
- まんが新見庄（1990年[43]）福江茂榮の切り絵絵本[44]

## 著名な出身者

### 学者・弁護士
- 赤木攻（大阪外国語大学学長（現：大阪大学外国語学部）・名誉教授、元アース製薬社外取締役、宮内庁御用掛）
- 赤木昭治（東京農業大学教授）
- 稲神馨（九州大学名誉教授、カルピス食品工業常務取締役）
- 岩崎文人（広島大学名誉教授）
- 加藤元一（慶応義塾大学医学部名誉教授、米国生理学会の名誉会員、ノーベル医学・生理学賞候補）
- 小出廉二（明治大学学長、民法学者、新見市名誉市民）
- 妹尾克敏（法学者・政治学者）
- 西嶋定生（東京大学名誉教授）
- 西村禎一郎（大阪弁護士会副会長）
- 橋本孝（宇都宮大学名誉教授、ドイツ文学者、日本グリム協会長）
- 逸見啓（阪南大学名誉教授）
- 三上昭美（中央大学教授、歴史学者）

### 官僚
- 杉栄三郎（宮内官僚、帝室博物館総長）
- 西村正紀（総務官僚、総務事務次官、会計検査院長）
- 服部経治（運輸官僚、運輸事務次官（現：国土交通省）、元関西空港会社社長）
- 横田誠一郎（外務官僚）

### 聖職者
- 佐々井秀嶺（仏教の僧侶・インド在住）
- 山室軍平（牧師・救世軍日本軍国司令官・中将）

### 実業家
- 立林文二（元トマト銀行社長）
- 宮田龍介（元三光正宗社長・会長）
- 宮長雅人（元中国銀行頭取）
- 本多義弘（元日立金属社長）
- 槙原覚（元三菱財閥最後の社長）

### 政治家・軍関係者
- 近藤鶴代（日本で女性初の代議士の1人（国会議員）・元衆議院議員、日本で2番目の女性閣僚経験者）
- 小谷節夫（元衆議院議員、近藤鶴代の兄）
- 木村睦男（元参議院議長・元参議院議員、元運輸大臣）
- 川上貫一（元衆議院議員）
- 赤木桁平（大阪府3区・元衆議院議員、軍事評論家）
- 内藤正剛（元衆議院議員、大阪府議会議長）

### 芸術・文化・芸能
- 石原祐美子（お笑いタレント - チキチキジョニー）
- 大桐国光（彫刻家、参議院議長公舎設置の彫刻「夏」の制作者）
- 杉贋阿弥（演劇評論家）
- 高尾佐介（東京新聞記者・サントリーミステリー大賞受賞）
- 垂水悟郎（俳優）
- 名越章浩（NHK解説委員・元瀬戸内海放送アナウンサー）
- 中村淳平（元NHKアナウンサー）
- 中川博之（作曲家・「さそり座の女」などを作曲）
- 真賀里文子（人形アニメーター）

### スポーツ

#### 野球
- 大谷智久（千葉ロッテマリーンズ）
- 高田萌生（ 東北楽天 ← 読売ジャイアンツ）

#### ソフトボール
- 阿曽慣太（WBSC第14回男子U18ワールドカップ優勝、平林金属）

#### バレーボール
- 村上華澄（PFUブルーキャッツ）

#### プロレス
- 植田使徒（ZERO1-MAX）

### その他
- たまがき（京都東寺領の新見庄の荘官・惣追捕使の福本刑部丞の妹）